# Tweed (tkanina)

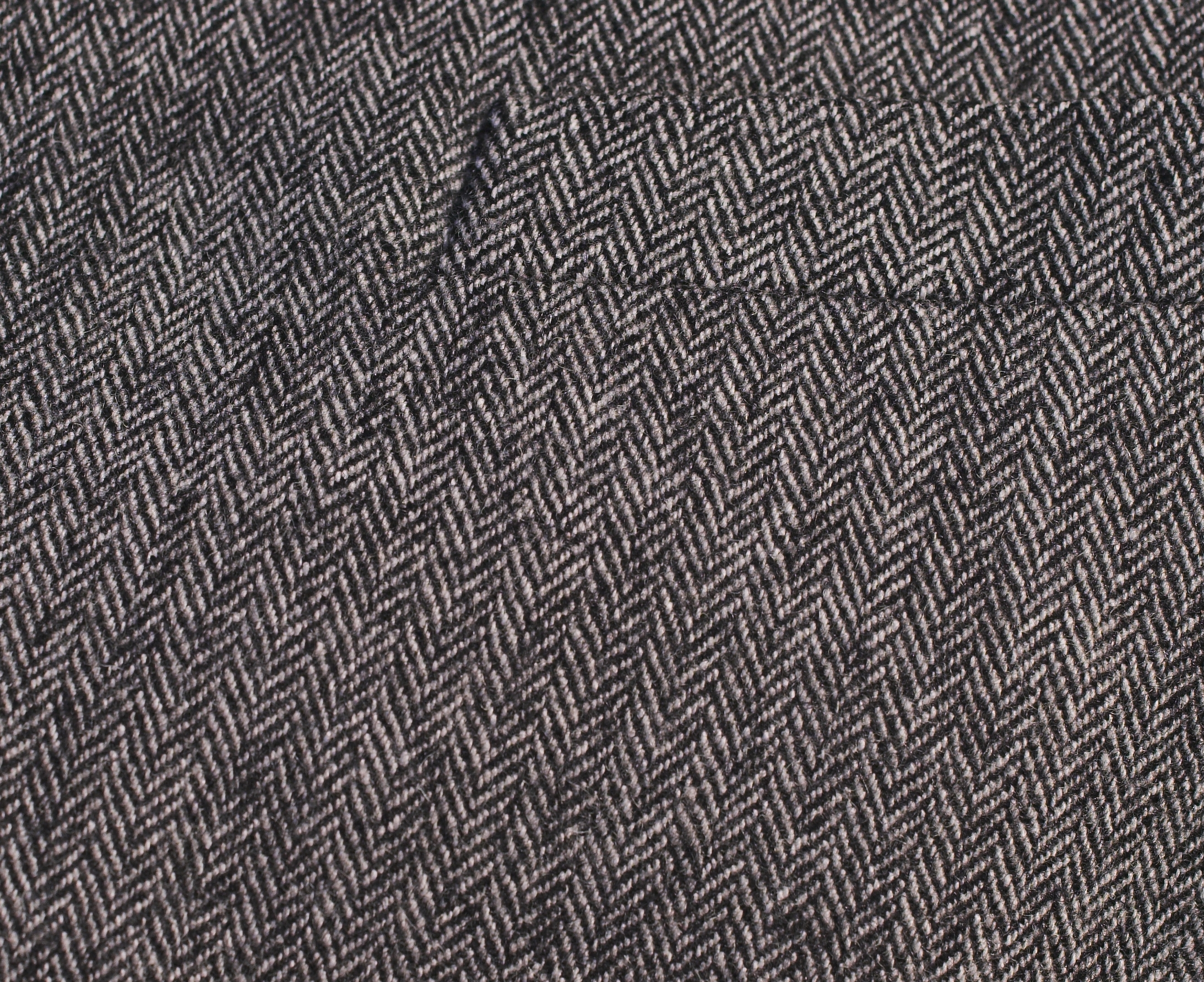
Tweed

Tweed – szkocka tkanina wełniana, z grubej przędzy zgrzebnej o splocie skośnym i bardzo ścisłej strukturze, folowana i drapana, często w wielobarwne wzory. Używana najczęściej na marynarki męskie, a także płaszcze i damskie kostiumy. Kojarzony jest z brytyjskim stylem. Jego najpopularniejszy wzór to jodełka.
Za najszlachetniejszy rodzaj tkaniny tweedowej uważa się tak zwany Harris Tweed, której nazwa pochodzi od wyspy Harris. To jeden z najbardziej znanych symboli Szkocji. Wytwarzana była od początku XIX wieku przez mieszkańców Hebrydów Zewnętrznych. Jej produkcja odbywa się ręcznie. Do jej produkcji używa się tylko naturalnych składników. 